# Protosuberites reptans
Protosuberites reptans är en svampdjursart som först beskrevs av James Barrie Kirkpatrick 1903.  Protosuberites reptans ingår i släktet Protosuberites och familjen Suberitidae. Inga underarter finns listade i Catalogue of Life.